# 哈维尔·里瓦斯
哈维尔·里瓦斯（西班牙語：Xavier Ribas，1976年2月16日—），西班牙男子曲棍球运动员。他曾代表西班牙参加2000年、2004年和2008年夏季奥林匹克运动会曲棍球比赛，其中2008年奥运会获得一枚银牌。